# Нушиби
 Тази статия е за групата тюркски народи.  За тюркския каган вижте Дулу (каган).  
Нушиби са група тюркски народи, живели в Централна Азия през VII век.
Ядрото на съществувалия от 603 до 704 година Западнотюркски каганат са т.нар. Десет стрели - десет народа, обособени в две групи - дулу, северно от река Или, и нушиби на юг от нея. Двете групи често влизат в конфликти, оспорвайки си политическото върховенство в каганата.
Според китайските източници групата дулу включва 5 народа:
- асидзъ кул
- гъшу кул
- басайган (拔塞干)
- асидзъ нишу
- гъшу чупан